# 徐逢吉
徐逢吉（1656年—1740年），原名昌薇，字紫凝。后改字逢吉，字紫寧，一字紫珊、紫山，號青蓑老渔。清初錢塘人。
順治十三年（1656年）出生。年輕時好遠遊，足迹半天下。與華喦有往來。寓居清波门外学士港的黄雪山房，人称闇門先生，工诗词。陳景鐘称为“诗成一代史，志表百年人”。晚年归隐西湖，安贫乐道，终身从事著述。辑纂有《清波小志》。乾隆六年（1740年）卒。另著有《柳州清响》、《摇鞭集》、《微笑集》等。